# Rubus columellaris
Rubus columellaris là loài thực vật có hoa trong họ Hoa hồng. Loài này được Tutcher miêu tả khoa học đầu tiên năm 1915.